# Faramans, Isère
Faramans este o comună în departamentul Isère din sud-estul Franței. În 2009 avea o populație de 906 de locuitori.

## Evoluția populației
| An        | 1975 | 1982 | 1990 | 1999 | 2006 | 2009 |
| --------- | ---- | ---- | ---- | ---- | ---- | ---- |
| Populație | 515  | 614  | 679  | 734  | 836  | 906  |